# Raciążek
Raciążek è un comune rurale polacco del distretto di Aleksandrów Kujawski, nel voivodato della Cuiavia-Pomerania.
Ricopre una superficie di 32,89 km² e nel 2004 contava 3 064 abitanti.